# Muslim Khučiev
Muslim Magomedovič Khučiev (in russo Мусли́м Магоме́дович Хучи́ев? ed in ceceno Хучиев Мохьмадан воӀ Муслим, Xuçiev Moẋmadan voj Muslim; Zakan-Jurt, 5 agosto 1971) è un giornalista e politico russo di etnia cecena, che ha ricoperto la carica di primo ministro della Repubblica Cecena dal 2018 fino alle sue dimissioni nel 2024.

## Biografia
Khučiev è nato il 5 agosto 1971 nel villaggio di Zakan-Jurt, Ačkhoj-Martanovskij rajon, nell'allora RSSA Ceceno-Inguscia.

### Educazione superiore
Dal 1988 al 1991 ha studiato presso l'Università Statale Cecena-Inguscia Lev Tolstoj (oggi Università statale cecena) per poi proseguire i gli studi presso la Facoltà di Giornalismo dell'Università Statale Lomonosov di Mosca, dove si è laureato nel luglio 1994.
Nel 2018 ha conseguito un master in economia presso l'Università RANEPA.

### Carriera giornalistica
Dal 1995 al 1997 ha lavorato come giornalista a Mosca. Prima come corrispondente del programma "Screen of Criminal Messages" della società televisiva RTR (1995 - 1996), poi come corrispondente del servizio di informazione del canale televisivo "Business Russia" della VGTRK (1996 - 1997).
Dal 1998 al 2003 è stato responsabile delle Risorse Umane di CJSC Country and Co, Mosca. Dal 2003 al 2004 è stato responsabile della pubblicità dell'azienda di produzione PC Sokol.

## Carriera politica

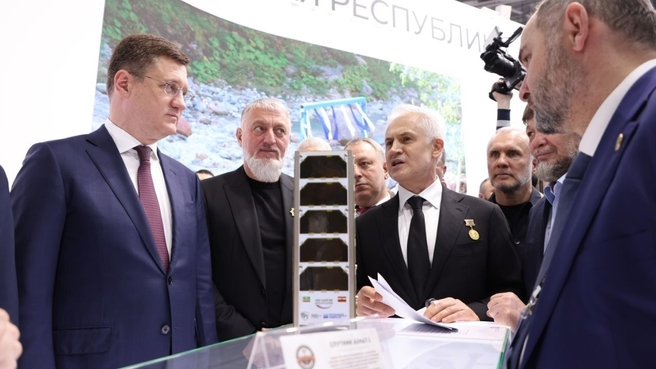
Khučiev (terzo da sinistra) insieme al vice primo ministro russo Aleksandr Novak e Adam Delimkhanov alla cerimonia di apertura dei Giorni della Repubblica Cecena

Dal luglio 2004 al dicembre 2005, ha guidato il servizio di stampa del Presidente della Repubblica Cecena.
Successivamente, dal 1 gennaio 2010 fino all'8 ottobre 2012, ha ricoperto la carica di sindaco della città di Groznyj, capitale della Cecenia.
Nel luglio 2015, Khučiev è stato nominato vicesindaco di Groznyj sotto Islam Kadyrov. Durante un periodo di transizione tra l'8 luglio e l'11 agosto di quello stesso anno, ha ricoperto la posizione di sindaco ad interim, prima di essere nuovamente eletto sindaco di Groznyj, carica che ha mantenuto fino al 25 giugno 2018.
Nel 2018, Khučiev è stato nominato primo ministro della Repubblica Cecena, incarico che ha occupato fino al 21 maggio 2024, data alla quale ha presentato le proprie dimissioni. Durante il suo mandato come primo ministro, ha assunto temporaneamente il ruolo di leader della Cecenia, sostituendo Ramzan Kadyrov in due occasioni: nel 2019 e nel 2020.
Il 24 maggio 2024, Khučiev è stato nominato assistente del primo ministro russo Michail Mišustin.

## Vita privata
Khučiev è sposato con Sapijat Šabazova. La coppia ha cinque figli. Khučiev ha anche due fratelli: Tamerlan, ministro statale dell'industria dal 2024, e Beslan. Suo cugino Aslan è stato suo vice come sindaco.
Khučiev è praticante musulmano. Ha dichiarato di essere antievoluzionista, che le teorie di Charles Darwin siano errate e che non dovrebbero essere studiate a scuola.

## Controversie
L'imprenditore Lom-Ali Elbiev è stato accusato di appropriazione indebita dopo contrasti con Beslan Khučiev, fratello di Muslim. Elbeiev ha fornito una testimonianza riguardante eventi occorsi la sera del 24 febbraio 2017. Secondo quanto dichiarato, dopo essersi rifiutato di pagare, su ordine di Khučiev, Elbiev è stato condotto nel seminterrato dell'ufficio del sindaco dal personale di sorveglianza comunale, dove è stato soggetto a torture. Elbiev riferisce di essere stato ammanettato e sottoposto a torture fisiche fino alle tre del mattino, inclusi calci, percosse con bastoni e manganelli, nonché intimidazioni mediante l'uso di una pistola elettrica. Le forze di sicurezza avrebbero esercitato pressioni affinché Elbiev confessasse l'appropriazione indebita a suo carico, rivelando la localizzazione dei fondi sottratti e identificando eventuali complici coinvolti.

## Sanzioni
Dal 25 aprile 2019, gli Stati Uniti hanno vietato a Khučiev e a sua moglie l'ingresso nel paese per il suo coinvolgimento in gravi violazioni dei diritti umani, in particolare il suo coinvolgimento in atti di tortura. Ulteriormente nel 2023, è stato sanzionato con l'accusa di essere stato coinvolto nella facilitazione della deportazione di bambini ucraini in Russia e della loro adozione da parte di famiglie russe.
Il 27 febbraio 2023 l'Ucraina ha inserito Khučiev nella sua lista di sanzioni.
Dal 2023 Khučiev è stato inserito nell'elenco delle sanzioni dell'Unione Europea e della Svizzera.
Il 1º marzo 2024 il Giappone ha imposto sanzioni su Khučiev.